# Tunggara
Tunggara is een bestuurslaag in het regentschap Banjarnegara van de provincie Midden-Java, Indonesië. Tunggara telt 1734 inwoners (volkstelling 2010).